# 里贝朗克拉鲁
里贝朗克拉鲁是巴西巴拉那州的一个市镇。总面积632.782平方公里，总人口11223人，人口密度17.7人/平方公里。